# Ату Стејшон (Аљаска)
Ату Стејшон (енгл. Attu Station) насељено је место без административног статуса у америчкој савезној држави Аљаска.

## Демографија
По попису из 2010. године број становника је 21, што је 1 (5,0%) становника више него 2000. године.
| Група             | 2000.      | 2010.      |
| Белци             | 15 (75,0%) | 15 (71,4%) |
| Афроамериканци    | 0 (0,0%)   | 0 (0,0%)   |
| Азијати           | 0 (0,0%)   | 0 (0,0%)   |
| Хиспаноамериканци | 5 (25,0%)  | 4 (19,0%)  |
| Укупно            | 20         | 21         |